# رابرت مورس
رابرت مورس (انگلیسی: Robert Morse؛ زادهٔ ۱۸ مهٔ ۱۹۳۱ – درگذشتهٔ ۲۰ آوریل ۲۰۲۲) یک هنرپیشه اهل ایالات متحده آمریکا بود. وی از سال ۱۹۵۳ تا ۲۰۲۱ میلادی مشغول فعالیت بود.
از فیلم‌ها یا برنامه‌های تلویزیونی که وی در آن نقش داشته‌است می‌توان به رد و عزیز اشاره کرد.